# عادل گره
عادل گره (به انگلیسی: Adil Garh) یک روستا در پاکستان است که در پنجاب واقع شده‌است.